# Prętławki
Prętławki [pronunciación en polaco: /prɛnˈtwafki/] (en alemán: Prantlack) es un pueblo ubicado en el distrito administrativo de Gmina Sępopol, dentro del Condado de Bartoszyce, Voivodato de Varmia y Masuria, en Polonia del norte, cercano a la frontera con el Óblast de Kaliningrado de Rusia. Se encuentra aproximadamente a 4 kilómetros al este de Sępopol, a 17 kilómetros al este de Bartoszyce, y a 65 kilómetros al noreste de la capital regional Olsztyn.
Antes de 1945, el área fue parte de Alemania (Prusia Oriental).